# ドリーム戦
ドリーム戦（ドリームせん）は、競輪・競艇（ボートレース）・オートレースにおいて行われる競走の一種。

## 概要
ドリーム戦は主に各公営競技の中でもグレードの高いレースにおいて行われることが多い。また競艇の場合は一般開催でも実施される。
ドリーム戦を行う場合は、通常は開催初日のメインレース（基本的に最終レース）に組まれ、当該競走に参加する選手のうちファンの人気が高い等の理由で主催者によって選ばれた選手が出場する。特に出場メンバーがファン投票で選ばれるレース（オールスター競輪・笹川賞・オールスターオートレース等）の場合は、ファン投票の上位選手がそのままドリーム戦のメンバーとなるのが一般的である。競艇の場合は通常の開設記念等でもドリーム戦メンバーを選ぶファン投票を別途実施することが多い。
競艇では、1開催の中でドリーム戦を2レース組む「ダブルドリーム戦」形式もよく使われる（初日に2レース組む場合と、初日・2日目に1レースずつ組む場合がある）。競輪でもオールスター競輪は実質的なダブルドリーム戦形式である（2日目の「オリオン賞」はファン投票10 - 18位の選手によって争われる）。
通常ドリーム戦の出場選手は当該競走に参加する選手の中でも実力上位のメンバーとなるため、準決勝・決勝への勝ち上がり過程において不利にならないよう、ドリーム戦出場選手には何らかの優遇措置が取られるのが普通。競艇やオートの場合、ドリーム戦については通常の予選レースと比べて得点の上乗せが行われるほか、競輪でも二次予選以降のレースの出走枠で優遇されることが多い（オールスター競輪#勝ち上がり方式も参照）。
ドリーム戦の開催当日はレース前にドリーム戦出走選手を対象とした公開インタビューなどが行われるのが一般的で、競走全体の盛り上げ役としての機能もある。